# Liste des aérodromes en Antarctique
Cet article recense les aéroports situés en Antarctique.

## Carte
| Amérique du Sud Afrique Australie Rothera Palmer Casey Wilkins Marsh Martín Patriot Hills Marambio Jack F. Paulus Browning Pass Concordia D. Urville 10 Ice Runway Phoenix Field Williams Field D. Urville 85 Shōwa Davis sea ice Davis plateau Plough island Enigma Lake Fossil Bluff Halley Kohnen Zuccheli Mawson Mid point Molodyozhnaïa Neumayer Novolazarevskaïa Odell Glacier Station O'Higgins Plateau Station Rumdoodle SANAE IV Sitry Sky Blu Troll Vostok Union Glacier |

## Liste
| Emplacement                           | OACI | AITA | Nom de l'aéroport | Coordonnées                       | Direction   | Longueur            | Surface     |
| ------------------------------------- | ---- | ---- | --- | --------------------------------- | ----------- | ------------------- | ----------- |
| Rothera Point, Île Adélaïde           |      | N/A  | Base antarctique Rothera Royaume-Uni - Aérodrome                                                                                 | 67° 34′ 04″ S, 68° 08′ 00″ O      | 18/36       | 900 m               | Gravier     |
| Île Anvers                            | NZ12 | N/A  | Base antarctique Palmer États-Unis - Héliport, Piste pour avions à skis                                                          | 64° 45′ 04,3″ S, 64° 03′ 11,2″ O  | 01/19       | 2 500 ft (762 m)    | Neige       |
| Côte de Budd (Terre de Wilkes)        | N/A  | N/A  | Base antarctique Casey - Piste pour avions à skis (dessert la Base antarctique Casey Australie                                   | 66° 17′ 18,7″ S, 110° 45′ 35,1″ E | ??/??       | 4,572 ft (1 500 m)  | Glace       |
| Glacier de Peterson (Terre de Wilkes) | YWKS | N/A  | Wilkins Runway (en) - Aérodrome (dessert la Base antarctique Casey) Australie                                                    | 66° 41′ 22″ S, 111° 29′ 09″ E     | 09/27       | 13 123 ft (4 000 m) | Glace       |
| Île du Roi-George                     | SCRM | TNM  | Aérodrome du Teniente Rodolfo Marsh Martin (dessert la Base Presidente Eduardo Frei Montalva) Chili                              | 62° 11′ 27″ S, 58° 59′ 12″ O      | 11/29       | 1 292 m             | Gravier     |
| Île de Ross                           | NZIR | N/A  | Ice Runway - Aérodrome (dessert la Base antarctique McMurdo) États-Unis (dessert la Base antarctique Scott) Nouvelle-Zélande     | 77° 51′ 14″ S, 166° 28′ 07″ E     | 11/29 16/34 | 3 000 m 3 000 m     | Banquise    |
| Île de Ross                           | NZPG | N/A  | Pegasus Field - Aérodrome (dessert la Base antarctique McMurdo) États-Unis (dessert la Base antarctique Scott) Nouvelle-Zélande  | 77° 58′ 28,3″ S, 166° 31′ 40,3″ E | 15/33       | 3 000 m             | Glace       |
| Île de Ross                           | NZWD | N/A  | Williams Field - Aérodrome (dessert la Base antarctique McMurdo) États-Unis (dessert la Base antarctique Scott) Nouvelle-Zélande | 77° 51′ 59,3″ S, 167° 02′ 05″ E   | 07/25 15/33 | 3 000 m 3 000 m     | Neige Neige |
| Île Seymour                           | SAWB | N/A  | Base aérienne Vicecomodoro Marambio - Aérodrome (dessert la Base antarctique Marambio) Argentine                                 | 64° 14′ 18″ S, 56° 37′ 51″ O      | 06/24       | 1 250 m             | Gravier     |
| Pôle Sud                              | NZSP | N/A  | Jack F. Paulus Skiway - Aérodrome (dessert Amundsen-Scott) États-Unis                                                            | 89° 59′ 51″ S, 139° 16′ 22″ E     | 02/20       | 3 000 m             | Neige       |
| Baie Terra Nova                       | N/A  | N/A  | Browning Pass Italie - Piste pour avions à skis                                                                                  | 74° 37′ 22,2″ S, 163° 54′ 49,1″ E |             |                     | Neige       |
| Plateau Antarctique                   | N/A  | N/A  | Base antarctique Concordia France & Italie - Piste pour avions à skis                                                            | 75° 06′ 07,2″ S, 123° 23′ 43,2″ E |             | 10 564 ft (1 500 m) | Neige       |
| Antarctique                           | N/A  | N/A  | D10 France - Piste pour avions à skis (dessert la Base antarctique Dumont-d'Urville)                                             | 66° 40′ 04,8″ S, 139° 49′ 10,8″ E |             | 333 ft (variable)   | Neige       |
| Antarctique                           | N/A  | N/A  | D85 France - Piste pour avions à skis                                                                                            | 70° 25′ 30″ S, 134° 08′ 45″ E     |             | 9 350 ft (variable) | Neige       |
| Terre de la Princesse-Elisabeth       | N/A  | N/A  | Davis sea ice - Piste pour avions à skis (dessert la Base antarctique Davis) Australie                                           | 68° 33′ 52,8″ S, 77° 57′ 53,9″ E  |             |                     |             |
| Terre de la Princesse-Elisabeth       | N/A  | N/A  | Davis plateau - Piste pour avions à skis (dessert la Base antarctique Davis) Australie                                           | 68° 28′ 10,7″ S, 78° 47′ 27,2″ E  |             |                     |             |
| Terre de la Princesse-Elisabeth       | N/A  | N/A  | Plough island - Piste pour avions à skis (dessert la Base antarctique Davis) Australie                                           | 68° 31′ 54″ S, 78° 01′ 51″ E      |             |                     |             |
| Baie Terra Nova, Antarctica           | N/A  | N/A  | Enigma Lake Italie - Piste pour avions à skis                                                                                    | 74° 42′ 48,6″ S, 164° 02′ 29,4″ E |             | 558 ft (730 m)      |             |
| Baie George VI                        | N/A  | N/A  | Fossil Bluff (en) Royaume-Uni - Piste pour avions à skis                                                                         | 71° 19′ 45,6″ S, 68° 16′ 01,2″ O  |             | 302 ft (1 200 m)    |             |
| Barrière de Brunt                     | N/A  | N/A  | Base antarctique Halley Royaume-Uni - Piste pour avions à skis                                                                   | 75° 34′ 54″ S, 26° 32′ 28″ O      |             | 1 200 m             |             |
| Terre de la Reine-Maud                | N/A  | N/A  | Base antarctique Kohnen Allemagne - Piste pour avions à skis                                                                     | 75° 00′ 00″ S, 0° 04′ 00″ E       |             | 9 514 ft (900 m)    |             |
| Baie Terra Nova                       | N/A  | N/A  | Station Mario Zucchelli Italie - Aérodrome                                                                                       | 74° 41′ 57,2″ S, 164° 04′ 48,2″ E |             | 2 740 m             | Banquise    |
| Terre de Mac. Robertson               | N/A  | N/A  | Base antarctique Mawson Australie - Piste pour avions à skis                                                                     | 67° 36′ 50,8″ S, 62° 51′ 35″ E    |             |                     |             |
| Antarctique                           | N/A  | N/A  | Mid point Italie - Piste pour avions à skis                                                                                      | 75° 32′ 26,4″ S, 145° 49′ 07,2″ E |             | 8 268 ft (1 200 m)  |             |
| Collines Thala                        | N/A  | N/A  | Molodyozhnaya Station (en) Russie - Aérodrome                                                                                    | 67° 40′ 58,2″ S, 46° 08′ 04,8″ E  |             | 2 500 m             |             |
| Barrière d'Ekström (en)               | N/A  | N/A  | Base antarctique Neumayer Allemagne - Piste pour avions à skis                                                                   | 70° 38′ 00″ S, 8° 15′ 48″ O       |             |                     |             |
| Terre de la Reine-Maud, Antarctica    | N/A  | N/A  | Novolazarevskaya - Aérodrome (dessert la Base antarctique Novolazarevskaya) Russie (dessert la Base antarctique Maitri) Inde     | 70° 49′ 34,3″ S, 11° 38′ 22,1″ E  |             | 2 760 m             |             |
| Glacier Odell                         | N/A  | N/A  | Odell Glacier Station États-Unis - Aérodrome                                                                                     | 76° 39′ 00″ S, 159° 58′ 00″ E     |             | 2 000 m             | Glace bleue |
| Prime Head (en)                       | N/A  | N/A  | O'Higgins - Piste pour avions à skis (dessert la Base General Bernardo O'Higgins) Chili                                          | 63° 19′ 12,9″ S, 57° 53′ 28,7″ O  |             |                     |             |
| Terre de la Reine-Maud                | N/A  | N/A  | Plateau Station (en) États-Unis - Piste pour avions à skis                                                                       | 79° 15′ 02,9″ S, 40° 33′ 37,5″ E  |             | 11 890 ft (3 500 m) |             |
| Terre de Mac. Robertson               | N/A  | N/A  | Rumdoodle - Piste pour avions à skis (dessert la Base antarctique Mawson) Australie                                              | 67° 45′ 12,9″ S, 62° 45′ 58″ E    |             |                     |             |
| Terre de la Reine-Maud                | N/A  | N/A  | SANAE IV (en) Afrique du Sud - Piste pour avions à skis                                                                          | 71° 40′ 25,2″ S, 2° 49′ 43,8″ O   |             |                     |             |
| Antarctique                           | N/A  | N/A  | Sitry Italie - Piste pour avions à skis                                                                                          | 71° 39′ 19,2″ S, 148° 39′ 09″ E   |             |                     |             |
| Terre d'Ellsworth                     | N/A  | N/A  | Sky Blu Royaume-Uni - Aérodrome                                                                                                  | 74° 51′ 22,8″ S, 71° 34′ 09,6″ O  |             | 4 495 ft (1 200 m)  |             |
| Île Ongul orientale (en)              | N/A  | N/A  | Base Shōwa Japon - Piste pour avions à skis                                                                                      | 69° 00′ 22,2″ S, 39° 35′ 24″ E    |             |                     |             |
| Terre Marie Byrd                      |      | JRT  | Skyce, Hongrie - Aérodrome |                                   |             |                     |             |
| Terre de la Reine-Maud                | N/A  | N/A  | Troll Airfield (en) - Aérodrome (dessert la Base antarctique Troll) Norvège                                                      | 71° 57′ 19,4″ S, 2° 28′ 02,63″ E  | 11/29       | 4 042 ft (3 300 m)  |             |
| Pôle Sud du Froid                     | N/A  | N/A  | Base antarctique Vostok Russie - Piste pour avions à skis                                                                        | 78° 27′ 58,1″ S, 106° 50′ 53,7″ E |             | 3 900 m             | Neige       |
| Chaîne Ellsworth                      | N/A  | N/A  | Patriot Hills - Aérodrome | 80° 18′ S, 81° 21′ O              |             | 3 000 m             | Glace bleue |
| Chaîne Ellsworth                      | N/A  | N/A  | Union Glacier Runway (en) - Aérodrome (dessert le Union Glacier Camp (en))                                                       | 79° 46′ 40″ S, 83° 19′ 15″ O      |             |                     |             |